# 西北风号列车
西北风号（法語：Le Mistral），又译作米斯特拉尔号或密斯脱拉号，是曾经运行于法国首都巴黎至该国南部城市尼斯间一班长途列车所使用的名称，由法国国家铁路在1950年至1981年间开行，并被视为该公司的旗舰列车。其命名源自米斯特拉尔风，这是一个干冷强烈的区域风，主要由法国北部或西北部吹往卡马尔格地区周边的地中海沿岸。列车自开行以来曾先后被纳入快速列车及全欧快车等类别，直至1981年被法国高速列车所取代而停运。

## 历史

### 既往史
连接法国首都至南部港口的巴黎-马赛铁路于1855年建成通车，并在1864年进一步贯通至尼斯。这条铁路在1938年以前均由巴黎-里昂-地中海铁路公司（简称）运营。
1929年，国际卧铺车公司（简称）在里昂－文蒂米利亚间开行了一班“蔚蓝海岸普尔曼快车”（Côte d’Azur Pullman Express），经由马赛及尼斯运行，其编组采用每个座席均配备独立桌子（沙龙座车）的普尔曼车厢。普尔曼蔚蓝海岸快车又被称作普尔曼里维埃拉快车（Riviera Pullman Express），这是国际卧铺车公司自1925年起开始在欧洲大陆推行的豪华普尔曼快车服务之一。
另一方面，巴黎-里昂-地中海铁路公司也在1935年于巴黎－马赛间开行了采用流线型蒸汽机车牵引的列车服务。这班列车在1938年后由法国国家铁路接管运营，并在随后因第二次世界大战的爆发而停驶。
战争结束后，法国国家铁路在1945年冬季于巴黎－马赛间恢复开行了仅搭载一等及二等车厢（当时法国实施三等级制）的列车运营。此外，巴黎－里昂间也自1946年起开行了由柴油机车牵引的一站直达服务。

### 快速列车
在1950年5月14日的运行图调整中，搭载一等及二等车厢的快速列车（Rapide）西北风号正式面世，它运行于巴黎里昂车站至马赛圣夏尔车站间，其中南行使用车次为1次，北行使用车次为2次，车次编号彰显了其在法国列车中的旗舰地位。由于当时的线路仅在拉罗舍圣西德鲁瓦纳－第戎区间为电气化铁路，西北风号仍使用蒸汽机车牵引。
两年后，于1952年，西北风号的运行线路被延伸至尼斯始发及终到。同时列车在巴黎－里昂区间改为电力机车牵引。其后电气化区间在1959年延伸至阿维尼翁、1962年又延伸至马赛。自1954年起，带有列车名称“西北风号”字样的铭牌挡板会被悬挂在牵引机车的前端，而当法国国家铁路于1975年结束了这种悬挂方式后，西北风号成为唯一悬挂名称挡板的列车直至1977年。
从1956年的运行图调整开始，西欧铁路运营商的列车车厢统一更改为两舱等级制，西北风号成为仅搭载一等车厢的编组。此外，在同年7月，列车还引入了法国国家铁路新造的不锈钢车厢（通称为西北风56式），这也是配备全列空调设备的车厢在法国的首次运用。

#### 提速
西北风号在1950年开行初期的最高运行速度是130km/h，在1952年巴黎－里昂区间实现电气化后则提升至140km/h，并从1956年起进一步提升至150km/h。法国国家铁路此时在巴黎－里昂区间的列车最高速度本可达160km/h，但由于西北风号是16节编组的重载列车，因此只能维持于150km/h的最高速度运行。即便在运行线路延长至尼斯始发及终到后，列车在马赛－尼斯区间的崎岖路段车速有所放缓，但其在全长1086公里的线路中的平均速度仍然达到104.9km/h。随着电气化铁路区间的不断延伸，列车运行时间缩短如下：
| 时期                  | 巴黎 → 里昂 511.6km | 巴黎 → 马赛 861.7km | 巴黎 → 尼斯 1085.8km | 备注                                      |
| --------------------- | ------------------- | ------------------- | -------------------- | ----------------------------------------- |
| 1950年夏季            | 5:56                | 10:03               | -                    |                                           |
| 1950-51冬季           | 5:07                | 8:56                | -                    | 巴黎－第戎区间通电，最高130km/h           |
| 1952-53冬季           | 4:15                | 8:07                | 11:00                | 巴黎－里昂区间通电、最高140km/h           |
| 1956夏季（7月18日后） | 4:00                | 7:47                | 10:42                | 最高150km/h。巴黎－里昂间最快的列车为3:42 |
| 1962年夏季            | 4:00                | 7:10                | 10:19                | 巴黎－马赛区间通电                        |

在1964年，西北风号的南行班次在巴黎－第戎全长315公里间的平均运行速度达到132.1km/h，因此获评定为全球站间运行速度最快的列车而被收录入吉尼斯世界纪录。这是在日本的东海道新干线投入运营前的世界纪录保持者。此外，凭借全线维持于127.7km/h的平均速度，西北风号在1981年以前也是全欧洲平均运行速度最快的定期列车服务。

### 全欧快车
在德国联邦铁路的倡议下，自1965年起，欧洲经济共同体各成员国在其国内开行的优质列车也可被纳入全欧快车类别，西北风号遂于同年5月30日的运行图调整中升级至全欧快车。与此同时，列车在马赛－尼斯的非电气化区间中的牵引机车也由蒸汽机车替换为柴油机车。在1965年的运行图调整中，西北风号在巴黎－里昂区间的最高运行速度提升至160km/h，而自1968年起，里昂－马赛区间的最高速度也被提升至160km/h。
在1969年2月9日的运行图调整中，西北风号在巴黎－尼斯的全线均使用电力机车牵引。其南行（TEE1次）运行耗时缩短为9小时08分（巴黎→里昂3小时47分、巴黎→马赛6小时42分），北行（TEE2次）运行耗时也缩短至9小时06分。与此同时，新款的不锈钢型车厢（通称为西北风69式）也在西北风号投入使用，其原有的西北风56型车厢则被用于巴黎－里昂间开行的另一班全欧快车里昂内号，每日执开1个往返。当里昂内号在1970年也替换为西北风69型车厢后，原车厢又被运用于自1971年起开行的全欧快车罗纳河号。自1971年起，西北风号的车次改为TEE11（南行）/10（北行）次。
| 11次 | 11次  | 停靠站   | 10次  | 10次 |
| 里程 | 时刻  | 停靠站   | 时刻  | 里程 |
| ---- | ----- | -------- | ----- | ---- |
| 0    | 13:20 | 巴黎     | 23:35 | 1088 |
| 315  | 15:39 | 第戎     | 21:15 | 773  |
| 512  | 17:10 | 里昂     | 19:48 | 576  |
| 617  | 18:06 | 瓦朗斯   | 18:50 | 471  |
| 742  | 19:03 | 阿维尼翁 | 17:52 | 346  |
| 863  | 20:15 | 马赛     | 16:51 | 225  |
| 930  | 20:54 | 土伦     | 16:04 | 158  |
| 1024 | 21:43 | 圣拉斐尔 | 15:15 | 64   |
| 1057 | 22:05 | 戛纳     | 14:52 | 31   |
| 1068 | 22:14 | 昂蒂布   | 14:42 | 20   |
| 1088 | 22:30 | 尼斯     | 14:28 | 0    |

西北风号在1971年的运行线路图。灰色为全欧快车的其它运行网络

1972年，西北风号的单程运行时间进一步下调为南行9小时02分、北行8小时58分。
随着里昂内号及罗纳河号的开行，西北风号开始侧重于作为连接巴黎至蔚蓝海岸间的旅游观光专列，并自1970年代起开始加载一些独特的设施，其中包括书报摊、酒吧及美发沙龙。同时列车还设有两节餐车，由国际卧铺车公司（简称）在车内供应法国料理。在福多爾公司于1975年出版的旅遊指南中，曾将西北风号形容为“可能是欧洲最豪华的列车”。
此外，在繁忙时期，法国国家铁路还会利用原西北风56型车厢开行“第二班西北风号”（Mistral bis），发车时间设于定期班次出发之后。
西北风号最后一次作为全欧快车类别运营是在1981年9月26日。随着法国高速铁路东南线在翌日建成通车，巴黎－尼斯间开行了法国首班TGV列车服务。西北风号被降级为搭载两舱车厢等级的快速列车，虽然原一等车厢仍继续沿用，但编组中已然加挂二等车厢。至1982年，两地间的列车服务完全被TGV列车所取代，西北风号就此成为历史。

## 使用车辆

### 客车车厢

#### 1956年以前
在1950年的运行初期，西北风号主要使用一等/二等合造（当时法国实施三等级制）的DEV AO型车厢。这是法国国家铁路客车研究所（简称）开发的钢制车厢，在当时采取3节或4节编组。
而由国际卧铺车公司在战前用于蔚蓝海岸普尔曼快车的1节一等车厢、1节二等车厢及1节餐车也被加入至西北风号的编组当中。其中普尔曼二等车厢被运用至1959年终止，普尔曼一等车厢及餐车也在1969年2月撤出编组。其后这些车厢又于1969年9月被加入到里昂内号的编组当中。

#### 西北风56型
自1956年7月起，西北风号转为使用基于DEV不锈钢型车厢开发的西北风56式（Mistral 56）车厢，其中包括每节8组、每组6座的A8myfi型隔间座车以及每节5组、另辟有吧台的A5smyfi型隔间座车/酒吧车合造车。这些车厢均搭载空调设备，最高运行速度为160km/h。车体本身并无特别涂装，但在西北风号于1965年升级为全欧快车后，车体添加了红色条纹，并在车窗上方漆有象征全欧快车的字样。
西北风56式车厢均为1953年至1956年间制造，它在西北风号运用至1969年2月，随后又于1970年1月被加入到里昂内号的编组当中。

#### 西北风69型
西北风69型（Mistral 69），或称新西北风型（Nouveau Mistral）是法国国家铁路在1968年至1970年间专为全欧快车所设计及生产的客车车厢。其构造与1964年交付使用的PBA型（即巴黎－布鲁塞尔－阿姆斯特丹线路的首字母缩写）全欧快车车厢基本相同，但作了细微调整，例如采用更大的车窗。
西北风69型车厢自1969年2月起被运用至西北风号，后又分别于1970年1月及1971年5月被运用至里昂内号及罗纳河号的编组当中。其车厢类别包括：
一等开放座车/行李车/发电车合造车(A4Dtux)
车厢的一半为采取2+1式的中央过道两侧座席，定员21人；另一半为行李舱空间及功率为435千瓦的发电机组。该车厢图定置于机后一位及列尾。
一等隔间座车（A8u）
设有8组6人制的隔间，定员48人。
一等开放座车（A8tu）
设有2+1式的中央过道两侧座席，定员46人。
餐车（Vru）
设有39座餐席及厨房空间。它与PBA型餐车提供的座位送餐服务不同，乘客可以在餐车内享用美食，这是专为适应西北风号较长的运行时间而设。而对于餐车两侧的开放座车也可提供座位送餐服务。
特别酒吧车（Arux）
车厢的一半为吧台空间，供应饮料及小吃；另一半则设有贩卖书报、纪念品及围巾的商店，并配备文书工作间及美发沙龙。这是西北风号特有的车厢，并因此而获得豪华列车的美誉。

### 牵引机车

#### 蒸汽机车
在西北风号于1950年开行后，列车在除拉罗舍圣西德鲁瓦纳－第戎区间外的所有路段均采用蒸汽机车担当牵引任务，随着电气化铁路的改造进程，蒸汽机车的牵引路段逐渐减少。至1965年，当马赛－尼斯区间的牵引机车被替换为柴油机车后，蒸汽机车完全撤出西北风号的服务。
以下为西北风号主要使用的蒸汽机车型号：
| 机车型号        | 时期            | 牵引区间                 |
| --------------- | --------------- | ------------------------ |
| 231 K型蒸汽机车 | 1950年 - 1952年 | 巴黎－拉罗舍、第戎－里昂 |
| 231 H型蒸汽机车 | 1950年 - 1952年 | 里昂－马赛               |
| 241 P型蒸汽机车 | 1952年 - 1962年 | 里昂－马赛               |
| 231 G型蒸汽机车 | 1952年 - 1953年 | 马赛－尼斯               |
| 141 R型蒸汽机车 | 1953年 - 1965年 | 马赛－尼斯               |

#### 柴油机车
在西北风号于1965年升级为全欧快车后，其于马赛－尼斯的非电气化区间采用BB 67000型柴油机车担当牵引任务。随着该区间电气化改造的不断推进，其牵引范围也日渐缩短，并在1969年全线实现电气化后最终撤出服务。

#### 电力机车

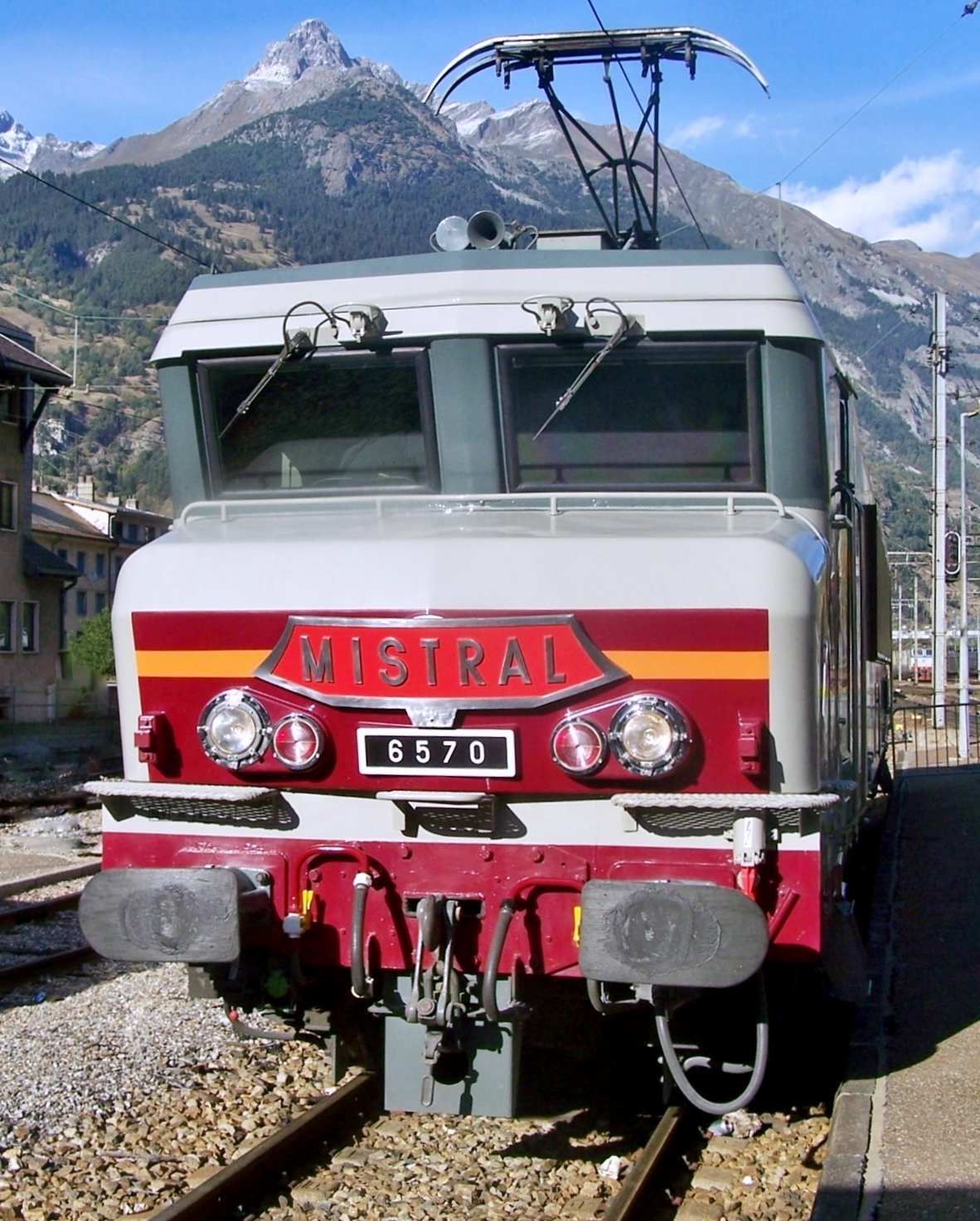
挂有西北风号铭牌的BB 6500型电力机车

在西北风号于1950年开行之初，电力机车便已被用作担当跨越塞纳河水系至罗纳河水系的分水岭之间的牵引任务，但仅限于拉罗舍－第戎路段。随着电气化区间的不断扩大，西北风号最终于1969年实现全线采用电力机车牵引。其中巴黎－马赛间使用直流电电力机车担当，马赛－尼斯间使用交流电或交直流双制式电力机车担当。
以下为西北风号主要使用的电力机车型号：
| 机车型号 | 机车型号           | 时期            | 牵引区间                           |
| -------- | ------------------ | --------------- | ---------------------------------- |
| 直流     | 2D2 9100型电力机车 | 1950年 - 1952年 | 巴黎－拉罗舍－第戎                 |
| 直流     | CC 7100型电力机车  | 1952年 - 1960年 | 巴黎－里昂                         |
| 直流     | BB 9200型电力机车  | 1958年 - 1968年 | 巴黎－马赛（1960年前仅在里昂以南） |
| 直流     | BB 9300型电力机车  | 1968年 - 1970年 | 巴黎－马赛                         |
| 直流     | CC 6500型电力机车  | 1970年 - 1979年 | 巴黎－马赛                         |
| 直流     | BB 7200型电力机车  | 1979年 - 1982年 | 巴黎－马赛                         |
| 交直流   | BB 25500型电力机车 | 1965年 - 1966年 | 马赛－土伦                         |
| 交直流   | BB 25200型电力机车 | 1966年 - 1977年 | 马赛 - 尼斯                        |
| 交直流   | BB 22200型电力机车 | 1977年 - 1982年 | 马赛 - 尼斯                        |

### 编组
| ←马赛巴黎→ |      |      |    |    |    |    |      |
| \| D \| WSPA \| WSPB \| WR \| AB \| AB \| AB \| (AB) \|                                                                     |      |      |    |    |    |    |      |
| （图例） - WSPA：一等普尔曼车厢 - WSPB：二等普尔曼车厢 - AB：一/二等合造隔间座车 三等级制。一/二等合造车偶尔会采取4节编组。 |      |      |    |    |    |    |      |
| D | WSPA | WSPB | WR | AB | AB | AB | (AB) |

| ←尼斯巴黎→ |            |            |            |            |            |            |            |            |            |            |            |            |            |            |            |
| \| D \| WSP \| WR \| A \| A \| A \| As \| A \| A \| A \| A \| WR \| A \| A \| A \| A \| \| 巴黎－尼斯 \| 巴黎－尼斯 \| 巴黎－尼斯 \| 巴黎－尼斯 \| 巴黎－尼斯 \| 巴黎－尼斯 \| 巴黎－尼斯 \| 巴黎－尼斯 \| 巴黎－马赛 \| 巴黎－马赛 \| 巴黎－马赛 \| 巴黎－里昂 \| 巴黎－里昂 \| 巴黎－里昂 \| 巴黎－里昂 \| 巴黎－里昂 \| |            |            |            |            |            |            |            |            |            |            |            |            |            |            |            |
| （图例） 全一等席别西北风56式车厢。列车需在马赛换向，因此列车于马赛－尼斯间为逆向编组。 |            |            |            |            |            |            |            |            |            |            |            |            |            |            |            |
| D | WSP        | WR         | A          | A          | A          | As         | A          | A          | A          | A          | WR         | A          | A          | A          | A          |
| 巴黎－尼斯 | 巴黎－尼斯 | 巴黎－尼斯 | 巴黎－尼斯 | 巴黎－尼斯 | 巴黎－尼斯 | 巴黎－尼斯 | 巴黎－尼斯 | 巴黎－马赛 | 巴黎－马赛 | 巴黎－马赛 | 巴黎－里昂 | 巴黎－里昂 | 巴黎－里昂 | 巴黎－里昂 | 巴黎－里昂 |

| ←尼斯巴黎→ |            |            |            |            |            |            |            |            |            |            |            |            |            |
| \| ADt \| A \| At \| Vr \| At \| At \| Vr \| At \| Ar \| A \| A \| A \| A \| ADt \| \| 巴黎－马赛 \| 巴黎－马赛 \| 巴黎－马赛 \| 巴黎－马赛 \| 巴黎－马赛 \| 巴黎－尼斯 \| 巴黎－尼斯 \| 巴黎－尼斯 \| 巴黎－尼斯 \| 巴黎－尼斯 \| 巴黎－尼斯 \| 巴黎－尼斯 \| 巴黎－尼斯 \| 巴黎－尼斯 \| |            |            |            |            |            |            |            |            |            |            |            |            |            |
| （图例） 全一等席别西北风69式车厢。马赛－尼斯间为逆向编组。 |            |            |            |            |            |            |            |            |            |            |            |            |            |
| ADt | A          | At         | Vr         | At         | At         | Vr         | At         | Ar         | A          | A          | A          | A          | ADt        |
| 巴黎－马赛 | 巴黎－马赛 | 巴黎－马赛 | 巴黎－马赛 | 巴黎－马赛 | 巴黎－尼斯 | 巴黎－尼斯 | 巴黎－尼斯 | 巴黎－尼斯 | 巴黎－尼斯 | 巴黎－尼斯 | 巴黎－尼斯 | 巴黎－尼斯 | 巴黎－尼斯 |

| \| Bt \| Bt \| B \| Bt \| Bt \| B \| Brt \| Vr \| At \| A \| A \| A \| At \| ADt \|                               |    |   |    |    |   |     |    |    |   |   |   |    |     |
| （图例） 一等车厢为西北风69式，二等车厢为科雷型。 - B：二等隔间座车 - Brt：二等开放座车/酒吧车 - Bt：二等开放座车 |    |   |    |    |   |     |    |    |   |   |   |    |     |
| Bt | Bt | B | Bt | Bt | B | Brt | Vr | At | A | A | A | At | ADt |

#### 图例
| A   | 一等隔间座车               | D   | 行李（发电）车   |
| Ar  | 酒吧车                     | Vr  | 餐车             |
| Art | 一等开放座车/酒吧车        | WR  | 餐车（普尔曼式） |
| As  | 一等隔间座车/酒吧车        | WSP | 普尔曼车厢       |
| At  | 一等开放座车               |     |                  |
| ADt | 一等开放座车/行李车/发电车 |     |                  |

## 脚註
1. 1 2 3 4 5 6 7 8 9 10 11 12  Mertens & Malaspina 2007，第244-249頁.
2. ↑  Guizol 2005，第62頁.
3. 1 2 3 4 5 6 7 8 9 10  Dupuy 2000，第44-45頁.
4. 1 2  山之内秀一郎 1981，第15-20頁.
5. 1 2 3  Mertens & Malaspina 2007，第270-273頁.
6. ↑  Mertens & Malaspina 2007，第310-313頁.
7. ↑  Nock 1978，第86頁.
8. 1 2  植田信行 1978，第55-59頁.
9. ↑  Cook 1975，第69頁.
10. ↑  Tennant 1975，第97頁.
11. 1 2  植田信行 1978，第2-9頁.
12. ↑  Cook 1981，第6頁.
13. ↑  Cook 1981，第144頁.
14. 1 2  Mertens & Malaspina 2007，第94-97頁.
15. 1 2  Mertens & Malaspina 2007，第120-123頁.
16. ↑  Mertens & Malaspina 2007，第84-85頁.